# Una cosa semplice
Una cosa semplice è un singolo del cantautore-rapper italiano Anastasio, pubblicato il 28 febbraio 2025.

## Descrizione
A proposito del brano, l'autore ha dichiarato:
Mi verrebbe da dire che “Una cosa semplice” è il mio pezzo d'esordio. Gli ultimi anni non sono stati semplici, tutto quello che ho fatto mi è sembrato di rincorrerlo. Un'équipe di geometri e scienziati valutava le potenziali performance di ogni mia canzone. Non avete idea di quanti pezzi non sono usciti perché “troppo lungo, troppo difficile, non verrà capito”. Maledetti scienziati. Per fortuna a un certo punto mi sono ritrovato solo, e ho ricominciato a divertirmi. Alla fine, cos'altro si può chiedere a un artista? Fai di testa tua. È una cosa semplice se te ne accorgi. Quindi di testa mia ho scritto l'album che sognavo fin da ragazzino, al riparo dagli scienziati. Woodworm ci ha creduto. E oggi, morale della favola, non sono più così solo. C'è una squadra, e ci sarà modo di ringraziarli uno ad uno. Per ora esce il primo singolo “Una cosa semplice” che anticipa il prossimo album di Anastasio e per certi versi ne è un po' la porta di accesso.